# Вілла-Санта-Лучія
Вілла-Санта-Лучія (італ. Villa Santa Lucia) — муніципалітет в Італії, у регіоні Лаціо, провінція Фрозіноне.
Вілла-Санта-Лучія розташована на відстані близько 115 км на схід від Рима, 37 км на схід від Фрозіноне.
Населення — 2659 осіб (2014).

## Демографія
Населення за роками:

Станом на 1 січня 2023 року в муніципалітеті офіційно проживало 110 іноземців з 14 країн, серед них 15 громадян країн Євросоюзу та 13 громадян України.

## Сусідні муніципалітети
- Кассіно
- П'єдімонте-Сан-Джермано
- Піньятаро-Інтерамна
- Терелле